# Iluzja komiczna
Iluzja komiczna (fr. Illusion comique) – komedia Pierre’a Corneille’a wystawiona w sezonie 1635/1636.

## Data powstania utworu
W sezonie 1635/1636 Corneille wystawił w Paryżu kolejną komedię Iluzja komiczna. Utwór został wydany w 1639 roku.

## Osoby
| Osoba     | Jej rola w dramacie                    |
| --------- | -------------------------------------- |
| Alkander  | magik                                  |
| Pridamant | ojciec Klindora                        |
| Dorant    | przyjaciel Pridamanta                  |
| Matamor   | kapitan gaskoński, zakochany w Izabeli |
| Klindor   | służący kapitana, kochanek Izabeli     |
| Adrast    | szlachcic, zakochany w Izabeli         |
| Geront    | ojciec Izabeli                         |
| Izabela   | córka Geronta                          |
| Liza      | służąca Izabeli                        |

## Treść

### Akt I
Dorant, przyjaciel Pridamanta przyprowadza go do groty czarnoksiężnika Alkandra. Pridamant bezskutecznie od dłuższego czasu szuka syna, którego przed laty wypędził z domu. Dorant zapewnia go, że Alkander rozkazuje żywiołom, potrafi czytać w ludzkich myślach i przewidzieć przyszłość. Alkander rzeczywiście odgaduje cel przybycia Pridamanta. Odkrywa przed zgnębionym ojcem, że wygnany przezeń syn imał się różnych zajęć, a obecnie przystał na służbę do pewnego żołnierza. Pełniąc rolę pośrednika pomiędzy swym panem a wybranką jego serca, zakochał się w niej z wzajemnością. Alkander zaprasza Pridamanta do swej groty..

### Akt II
W grocie czarnoksiężnik ukazuje ojcu, co dzieje się obecnie z jego synem, który przybrał obecnie imię Klindora. Rozmawia on ze swym panem Matamorem, który chełpi się swymi niezwykłymi podbojami wojennymi i miłosnymi na wszystkich kontynentach. Gdy pojawia się jego ukochana Izabela, ze starającym się o nią Adrastem, przezornie wycofuje się, by w gniewie nie zabić obojga. Izabela po raz kolejny oznajmia Adrastowi, że gonię kocha. Nic sobie też nie robi z jego zapewnień, że porozmawia o małżeństwie z jej ojcem. Jest zdecydowana wybrać tego, którego ona kocha, a nie tego, którego kocha jej ojciec. Po odejściu Adrasta Matamor wychodzi z ukrycia i wychwala przed swą wybranką własne męstwo, czemu Izabela i Klindor z rozbawieniem wtórują. W trakcie tej rozmowy nadchodzi,opłacany przez Matamora paź, który wzywa go na pomoc królowej Islandii. Zostawszy sam na sam z ukochaną Klindor nie umie uwierzyć w swoje szczęście. Jest przecież tylko ubogim wygnańcem. Izabela zapewnia go, że miłość wybiera tego, który jest miły sercu. Na widok Adrasta Izabela się oddala. Klindor przekonuje zazdrosnego młodzieńca, że przekazywał tylko wyrazy miłości od swego pana. Służąca Izabeli, Liza, zazdrosna o Klindora zdradza Adrastowi, że Klindor jest wygnanym synem szlacheckim i cieszy się wzajemnością jej pani. Adrast postanawia rozmówić się z ojcem Izabeli. Obserwujący wszystko Pridamant jest oburzony na zdradziecka służącą.

### Akt III
Geront żąda od córki, by wyszła za Adrasta. Izabela opiera się woli ojca, twierdząc, że nie może wyjść za kogoś, kogo nienawidzi. Geront sądząc, że powodem oporu córki jest Matamor, informuje go, że nie odda mu ręki Izabeli i grozi mu, że jeśli zbliży się do niej, każe swoim sługom obić go. Matamor nie chcąc zrujnować w gniewie domu swej bogdanki, wysyła do niej swego sługę. Liza ubolewa, że Klindor jej nie kocha. On natomiast obawiając się jej intryg, zapewnia ją, że kocha ją dla jej wdzięków, ale szuka u Izabeli sposobu zabezpieczenia sobie przyszłości, którego ona mu dać nie może. Oburzona dziewczyna poprzysięga mu zemstę. Matamor zbliża się ostrożnie do domu Izabeli, gotów w każdej chwili uciec, by nie pozabijać sług Geronta. Na widok Izabeli i Klindora kryje się i wysłuchuje wzajemnych wyznań miłosnych obojga. Jest oburzony zdradą sługi, ale gdy ten chce bić się o dziewczynę uprzejmie mu ją odstępuje. Gdy z domu wybiegają prowadzeni przez Lizę, Adrast, Geront i jego słudzy, Matamor wbiega za Izabelą do budynku. Klindor rani Adrasta, po czym zostaje pojmany przez sługi Geronta i wtrącony do więzienia. Pridamant biada nad jego losem, ale Alkander go uspokaja, wszystko skończy się dobrze.

### Akt IV
W obliczu zbliżającego się wyroku śmierci na Klindora, Izabela postanawia popełnić samobójstwo. Zjawia się Liza w bardzo dobrym humorze i żartuje sobie ze swej pani. Okazuje się, że w ciągu minionych czterech dni, rozkochała w sobie jednego ze strażników, by ratować życie Klindora. Skutki zamierzonej zemsty przerosły bowiem jej oczekiwania. Strażnik przygotował wszystko do ucieczki, korzystając z nieobecności towarzysza. Ucieknie razem z nimi i poślubi Lizę. Potrzeba tylko pieniędzy na opłacenie kosztów ucieczki. Izabela udaje się po klejnoty do domu. W drodze powrotnej przyłącza się do niej Matamor, od kilku dni usychający z miłości. Oferuje wszelką pomoc. Wypłasza go dopiero wspomnienie strażników w domu ojcowskim Izabeli. Klindor tymczasem żegna się z życiem, gdy zjawia się strażnik i oznajmia, że rajcy miejscy w drodze łaski przyspieszyli egzekucję. Po wyjściu z więzienia Klindor, ku wielkiej swej radości, spotyka Izabelę. Wszyscy czworo opuszczają miasto i kraj. Pridamant jest niezwykle szczęśliwy z tego co zobaczył. Alkander zaprasza go jeszcze do obejrzenia wydarzeń późniejszych o dwa lata.

### Akt V
Izabela z Lizą czekają w bramie ogrodu księcia Florilama na jego powrót, by ujawnić zdradę, jakiej dopuścił się z żoną księcia mąż Izabeli. Kiedy Klindor się zjawia, żona wyrzuca mu zdradę. On jednak twierdzi, że naprawdę i na zawsze kocha tylko ją, a względem księżnej poczuł jedynie przejściowe zauroczenie. Izabela odwołuje się do jego poczucia wdzięczności. To księciu zawdzięcza awans na kapitana w obcym kraju i obecną, bardzo wysoką pozycję społeczną. Klindor twierdzi jednak, że namiętność, której uległ jest za silna, by na to zważał. Obawiając się zemsty księcia, która niewątpliwie obróci się również przeciw niej, Izabela postanawia odebrać sobie życie. Poruszony jej desperacją Klindor, obiecuje zakończyć romans. W tej chwili z pałacu wybiega sługa księżnej i odbiera Klindorowi życie za krzywdę wyrządzoną jego pani. Pridamant jest zrozpaczony, pod wpływem śmierci syna, sam nie chce już żyć. Zrozpaczonemu ojcu Alkander jeszcze raz uchyla kurtyny. Pridamant widzi wszystkie osoby niedawnego konfliktu, w tym i swego syna, stojące razem, kłaniające się i zbierające datki od publiczności. Okazuje się, że uciekinierzy, znalazłszy się w trudnej sytuacji finansowej, jęli się zawodu aktorskiego i obecnie odnoszą znakomite sukcesy w Paryżu. niezadowolonemu z profesji syna Priadamantowi, Alkander wychwala zawód aktora. Udobruchany ojciec postanawia wyruszyć do Paryża.

## Analiza

### Konstrukcja utworu
Iluzja komiczna jest pierwszą dojrzałą sztuką Corneille’a. Należy też do najczęściej grywanych utworów tego autora we Francji. Posiada oryginalną konstrukcję. Pierwszy akt stanowi rodzaj wprowadzenia do sztuki, której akcja główna rozgrywa się w aktach od II do IV. Trudno do końca określić gatunek tej partii utworu. Adrast ginie, Klindor staje w obliczu śmierci, akcję zamyka ucieczka głównych bohaterów w nieznane. Natomiast postaci są zdecydowanie komediowe i taki sam rytm mają dialogi, szczególnie w II i III akcie. Piąty akt przedstawia krótką tragedię, a właściwie jej finał, opartą częściowo na losach głównych bohaterów i przez nich odgrywaną na scenie teatru w teatrze.

### Teatr w teatrze
Konstrukcję teatru w teatrze wprowadzili do dramatu francuskiego jeszcze przed 1635 rokiem Gougenot i Scudéry. W Iluzji komicznej ten chwyt służy przede wszystkim obronie widowisk teatralnych. Alkander wypowiada pochwałę kunsztu miłego królom, możnym i ludowi, chwali znakomitą scenę francuską i przepowiada jej świetną przyszłość. Corneille swoim wystąpieniem włącza się w toczącą się ówcześnie walkę o teatr, któremu zarzucano pochwałę zdrożnych myśli i nagannych uczuć. Aktorzy zostali objęci ekskomuniką, która została cofnięta dopiero w 1642 roku. Teatyn Francesco del Monacho twierdził, że grzeszą, prócz wykonawców, również widzowie przyglądający się złym postępkom.
Teatr w teatrze, wprowadzony w V akcie służy ponadto wzmożeniu poczucia iluzji, która rządzi akcją oglądaną, począwszy od II aktu, z perspektywy groty Alkandra. Wprowadza też element zaskoczenia. Widz, a w grocie komentatorzy fabułyː Alkander i Priadamant, po szczęśliwym rozwiązaniu intrygi w IV akcie są następnie świadkami śmierci głównego bohatera. Szczególnie Pridamanta, te zwroty akcji wprowadzają na przemian w nastrój radości i rozpaczy. Życie wydaje się być snem, jak u Calderóna, a okazuje się przedstawieniem teatralnym. Aktorzy jeszcze przed chwilą skłóceni, powstają, kłaniają się i proszą o datki.

### Żołnierz samochwał
Jedyną rzeczywiście komiczną postacią sztuki jest Matamor, bohater, któremu Iluzja, przez wiele lat po premierze, zawdzięczała znaczne powodzenie. Fanfaron, rodem z Plautowskiej komedii Vir gloriosus, komedii włoskiej został przyswojony jako kapitan Fracasso, a hiszpańskiej właśnie jako Matamor (mata Mauros – ten, co zabija Maurów). Z komedii włoskiej, kosmiczny łgarz, który podbił już wszystkie imperia i wyruszył na podbój przestrzeni międzyplanetarnych, został przejęty przez Corneille’a. Matamor, mówiąc o swoich przewagach, używa tych samych środków, co Roderyk z Cyda, z tą różnicą, że gdy pierwszy tylko gada, drugi przykuwa uwagę, bo za jego słowami idą czyny. Grzmiąca retoryka Matamora nie znajduje pokrycia w rzeczywistości, śmieszny żołnierz jest człowiekiem znikąd, więźniem pozorów, karykaturą rycerza, którego Corneille dopiero stworzy.